# Carolina Klüft
 Der er for få eller ingen kildehenvisninger i denne artikel, hvilket er et problem. Du kan hjælpe ved at angive troværdige kilder til de påstande, som fremføres i artiklen.

Carolina Evelyn Klüft (født 2. februar 1983) er en svensk tidligere atlet hvis hoveddiscipliner var syvkamp, længdespring og femkamp. Hun var forsvarende olympisk, dobbelt verdens-, og dobbelt europamester i syvkamp. Hun bliver betragtet som en af de bedste kvindelige atleter i verden.
Hun var normalt også en del af det svenske 4 x 100 m. hold, og med på det hold der satte svensk rekord.
Hendes træner var Agne Bergvall.

## Biografi
Hun er født i Sandhult uden for Borås i Västergötland og voksede op i byen Växjö. Hun bor pt. i Norrköping sammen med sin mand siden 2007 – den tidligere stangspringer Patrik Klüft – og deres børn.
Hun var en af de meget få atleter som på samme tid besad fem mulige titler: Olympisk mester, Verdensmester, Europamester, Verdensmester indendørs, og Europamester indendørs. I en alder af 22 var hun den yngste nogensinde til at opnå den bedrift.
Når hun ikke trænede eller konkurrerede læste hun til student på Växjö Universitet.

## Personlige rekorder
| Disciplin     | Indendørs | Udendørs    |
| ------------- | --------- | ----------- |
| 4 x 100 meter |           | 43.61 s     |
| 4 x 400 meter |           | 3:31.28 min |
| 60 meter      | 7.40 s    |             |
| 60 meter hæk  | 8.19 s    |             |
| 100 meter     |           | 11.48 s     |
| 100 meter hæk |           | 13.15 s     |
| 200 meter     | 24.12 s   | 22.98 s     |
| 400 meter     | 53.25 s   | 53.17 s     |
| 800 meter     |           | 2:08.89 min |
| Syvkamp       |           | 7032 p      |
| Højdespring   | 1.93 m    | 1.95 m      |
| Spydkast      |           | 50.96 m     |
| Længdespring  | 6.92 m    | 6.97 m      |
| Femkamp       | 4948 p    |             |
| Kuglestød     | 14.48 m   | 15.05 m     |
| Trespring     |           | 13.87 m     |